# Universidad Atlántica de Florida
La Universidad Atlántica de Florida (en inglés Florida Atlantic University), abreviada FAU, es una universidad pública localizada en Boca Ratón, Florida (Estados Unidos). Cuenta con 5 campus satélites alrededor de la Florida, específicamente en las ciudades de Dania Beach, Davie, Fort Lauderdale, Jupiter y Fort Piece. FAU es una de las 12 universidades del sistema universitario estatal de Florida y sirve a la comunidad del sur de la Florida, la cual tiene una población de más de 5 millones de personas y se extiende por más de 160 km de costa. La Universidad Atlántica de Florida esta clasificada por la Fundación Carnegie como una universidad de investigación con alto índice de estudios. La universidad ofrece más de 180 programas de pregrado y posgrado alrededor de sus diez institutos, además de un programa profesional en el College de Medicina. Los programas de estudio cubren los campos de las artes y humanidades, las ciencias, medicina, enfermería, contabilidad, negocios, educación, administración pública, trabajo social, arquitectura, ingeniería y ciencias de la computación.
La Universidad Atlántica abrió sus puertas en 1964 como la primera universidad pública en el sureste de la Florida, ofreciendo cursos de división superior y de posgrado. El alumnado inicial fue de sólo 867 estudiantes, aumentando en 1984, cuando la universidad añadió sus primeras programas de pregrado y de división inferior. A partir de 2012, Su cuerpo estudiantil aumentó a 30.000 alumnos que provenían de 140 países, 50 estados y el Distrito de Columbia. Desde su creación, la universidad ha otorgado más de 110.000 grados a cerca de 105.000 alumnos.
En los últimos años, FAU ha emprendido un esfuerzo por incrementar su nivel académico e investigativo, convirtiéndose gradualmente en una universidad más tradicional. La universidad ha aumentado el número de admisiones, incrementado los fondos para investigación, ampliado su infraestructura y establecido importantes vínculos con universidades líderes en investigación. Entre los cambios más notables se encuentran la construcción de un estadio, viviendas adicionales dentro del campus, y la creación del College de Medicina en 2010.